# 佳美角莖鱂
佳美角莖鱂，為輻鰭魚綱鯉齒目鯉齒亞目花鳉科的其中一種，分布於南美洲巴西Araguaia河上游流域，體長可達1.7公分，屬雜食性，生活習性不明。

## 擴展閱讀
維基物種上的相關：佳美角莖鱂